# Geneston
Geneston ist eine französische Gemeinde mit 3691 Einwohnern (Stand 1. Januar 2022) etwa 15 km südlich von Nantes im Département Loire-Atlantique in der Region Pays de la Loire; sie gehört zum Arrondissement Nantes und zum Kanton Saint-Philbert-de-Grand-Lieu. Die Bewohner werden Genestonnais und Genestonnaises genannt.
Nachbargemeinden von Geneston sind Saint-Philbert-de-Grand-Lieu, Pont-Saint-Martin, La Chevrolière, Le Bignon, Montbert, Saint-Colomban in Loire-Atlantique und Saint-Philbert-de-Bouaine in Vendée.

## Bevölkerungsentwicklung
| Jahr      | 1962 | 1968 | 1975 | 1982 | 1990 | 1999 | 2007 | 2017 |
| Einwohner | 821  | 952  | 1252 | 1595 | 1958 | 2217 | 3380 | 3641 |

## Sehenswürdigkeiten
- Abtei Geneston der Augustiner-Chorherren (1147 als Kloster gegründet, 1163 Abtei)
- Pfarrkirche Sainte-Marie-Madeleine, am Ende des 19. Jahrhunderts auf dem ehemaligen Friedhof der Abtei errichtet

## Persönlichkeiten
- Philibert Delorme (1510–1570), königlicher Architekt, Abt von Geneston
- Sébastien-Joseph du Cambout de Coislin, genannt Pontchâteau (1634–1690), Neffe Richelieus, Abt von Geneston bis 1665
- Henri Mathieu de Montmorency (1648–1708), Marquis de Fosseux, Seigneur de Courtalain, 1694 Abt von Geneston
- Rogatien Martin (1849–1912), Bischof der Marquesas, geboren in Geneston, bestattet neben Paul Gauguin und Jacques Brel
- Jean Baptiste Legeay (1897–1943), Widerstandskämpfer, geboren in Geneston

## Gemeindepartnerschaft
- Covelo, Provinz Pontevedra, Spanien